# تپه یوموری
تپه یوموری مربوط به دوره اشکانیان - دوره ساسانیان - سده‌های اولیه دوران‌های تاریخی پس از اسلام است و در شهرستان اردبیل، بخش مرکزی، دهستان کلخوران، روستای کلخوران واقع شده و این اثر در تاریخ ۲۷ اسفند ۱۳۸۶ با شمارهٔ ثبت ۲۲۶۰۲ به‌عنوان یکی از آثار ملی ایران به ثبت رسیده است.